# Abo’o
L'abon, abo o abo’o és una llengua, que pertany al grup de llengües bantus de la família de les llengües nigerocongoleses, que es parla al Camerun. També és una de les llengües parlades a Catalunya per immigrants procedents del Camerun.